# Barrio APUNT
Barrio situado en las laderas del cerro Sierras de San Javier en el departamento de Yerba Buena, provincia de Tucumán, al noroeste de Argentina.
Se ubica a una distancia de aproximada de 15 km de San Miguel de Tucumán y disfruta de una de las mejores vistas panorámicas de la ciudad.
APUNT es la abreviatura de Asociación del Personal de la Universidad Nacional de Tucumán.
Fue construido y entregado por el IPVDU de Tucumán (Instituto Provincial de Vivienda y Desarrollo Urbano) en 1993, con un acuerdo realizado con muchos años de antelación con APUNT que gestionó los terrenos. 
El barrio cuenta con 154 viviendas y una plaza en su centro. 
- Datos: Q5720179